# Minoische Villa von Zakros

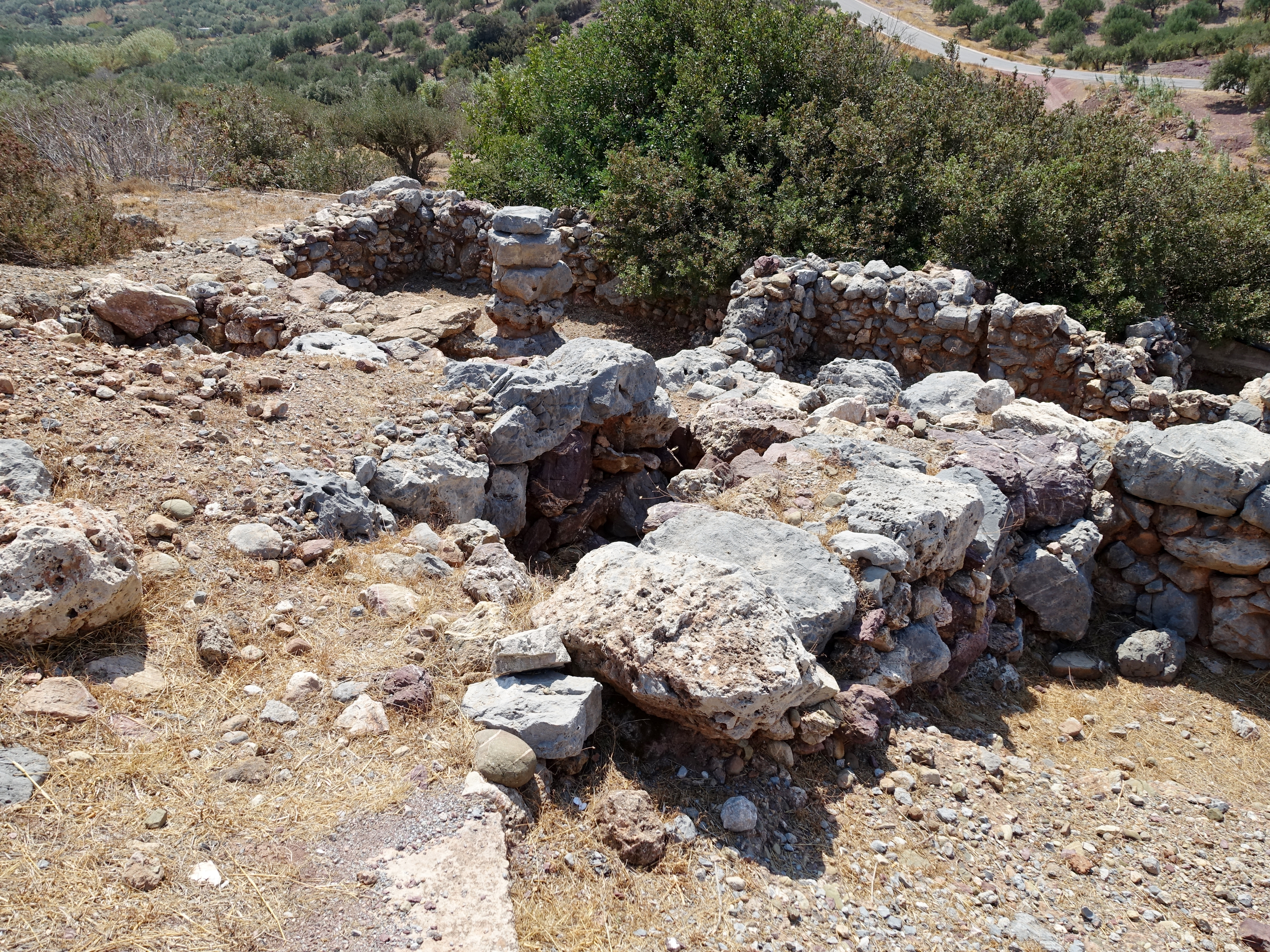
Grundmauern der Minoischen Villa

Die Minoische Villa von Zakros (griechisch Μινωική έπαυλη Ζακρού Minoiki epavli Zakrou) bezeichnet eine archäologische Ausgrabungsstätte im Osten der griechischen Insel Kreta. Sie befindet sich in der Gemeinde Sitia des Regionalbezirks Lasithi, unmittelbar südlich des Ortes Zakros (Ζάκρος), auch Epano Zakros (Επάνω Ζάκρος ‚Ober-Zakros‘) genannt, an der Straße nach Kato Zakros. Der Gattungsbegriff „Minoische Villa“ umschreibt einen Gebäudetyp, der weitgehend auf die Neupalastzeit der minoischen Kultur beschränkt ist.

## Geschichte
Die unter dem Namen Koukou Kefali 1 verzeichnete Ausgrabungsstätte wurde bereits ab 1901 von dem britischen Archäologen David Hogarth teilweise erforscht. Mitte der 1960er Jahre wurden Bauarbeiten an der Straße durchgeführt, die direkt über die Gebäudereste der „Minoischen Villa“ führt. Dies war Anlass weiterer Grabungen durch den griechischen Archäologen Nikolaos Platon, unterstützt von Efi und Giannis Sakellarakis. In den 1970er Jahren kam es zu Nachgrabungen durch die griechische Archäologin Alexandra Karetsou.
Das Gebäude der „Minoischen Villa“ von Zakros wird in die spätminoische Zeit SM I datiert. Es wurde am Hang eines Hügels auf mindestens drei Ebenen oder Terrassen errichtet. Über die obere Ebene verläuft heute die Straße nach Kato Zakros, dem Standort des minoischen Palastes von Zakros. In einem Raum der unteren Ebene der „Villa“ wurde eine Weinpresse gefunden. Sie bestand aus zwei in eine Arbeitsbank eingemauerten Keltergefäßen, Tonwannen, die der Periode SM I A zugerechnet werden. Fragmente von floralen Fresken, die in der Verfüllschicht des Raumes gefunden wurden, weisen auf ein dekorativ gestaltetes Obergeschoss, das sich über dem Raum befunden haben muss.
Ein Raum der mittleren Ebene des Gebäudes besitzt im Boden eine Kanalführung, die möglicherweise einer handwerklichen Arbeitsvorrichtung diente. In einem weiteren Raum dieser Ebene steht eine Mittelsäule. Er enthielt acht große Pithoi. Auf einem der Vorratsgefäße fand sich eine Linear-A-Inschrift, die mit dem Ideogramm für Wein und einer Zahl beginnt. Die beiden Zeilen der Inschrift auf dem Pithos lauten:
- wainu 21.di-di-ka-se.a-ša-mu-ne.a-se (‚Wein, 21 Flüssigmaßstandardeinheiten: (geliefert von) Di-di-ka-se; der Pithos: (geliefert von) A-se‘)
- a-ṭạ-nū-tī de-ka.a-re ma-re-na.ti-ti-ku (‚Ich, Titikos, habe das unserem Gildenmeister übergeben‘)

Die einzelnen Worte weisen Entsprechungen im Semitischen auf. So korreliert a-ša-mu-ne mit dem semitischen assammû + -n und bezeichnet den Gefäßnamen (altgriechisch πίθος Pithos), a-ṭạ-nū-tī gleicht ’tnt für „ich gab“, de-ka entspricht dēk- für „dies, das“, a-re steht für ’alēy- „zu, für“ und ma-re-na bzw. semitisch mr’ + -n ist ein Wort für „unser Gildenmeister“.

Ausgrabungsstätte
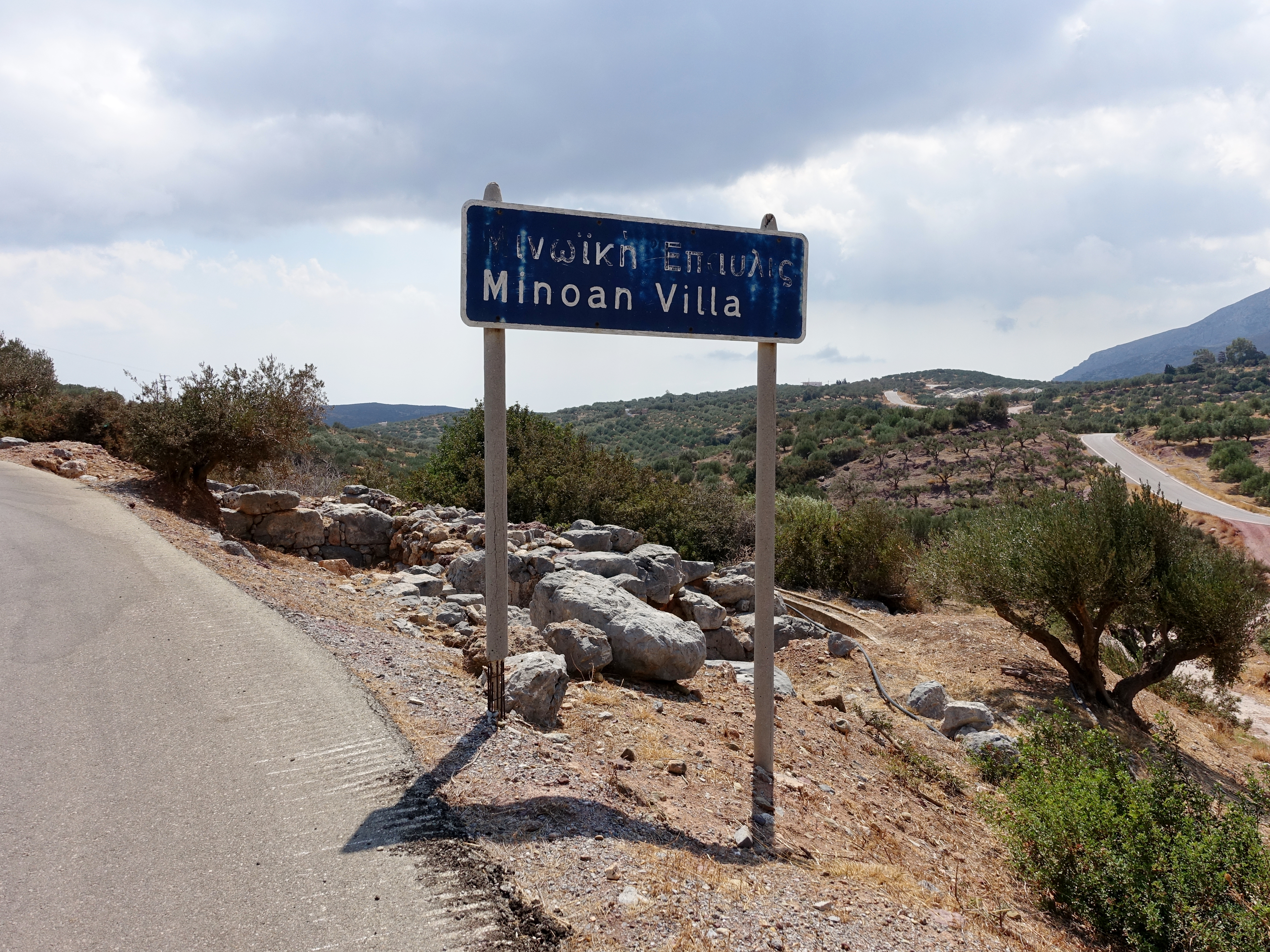
Lage an der Straße
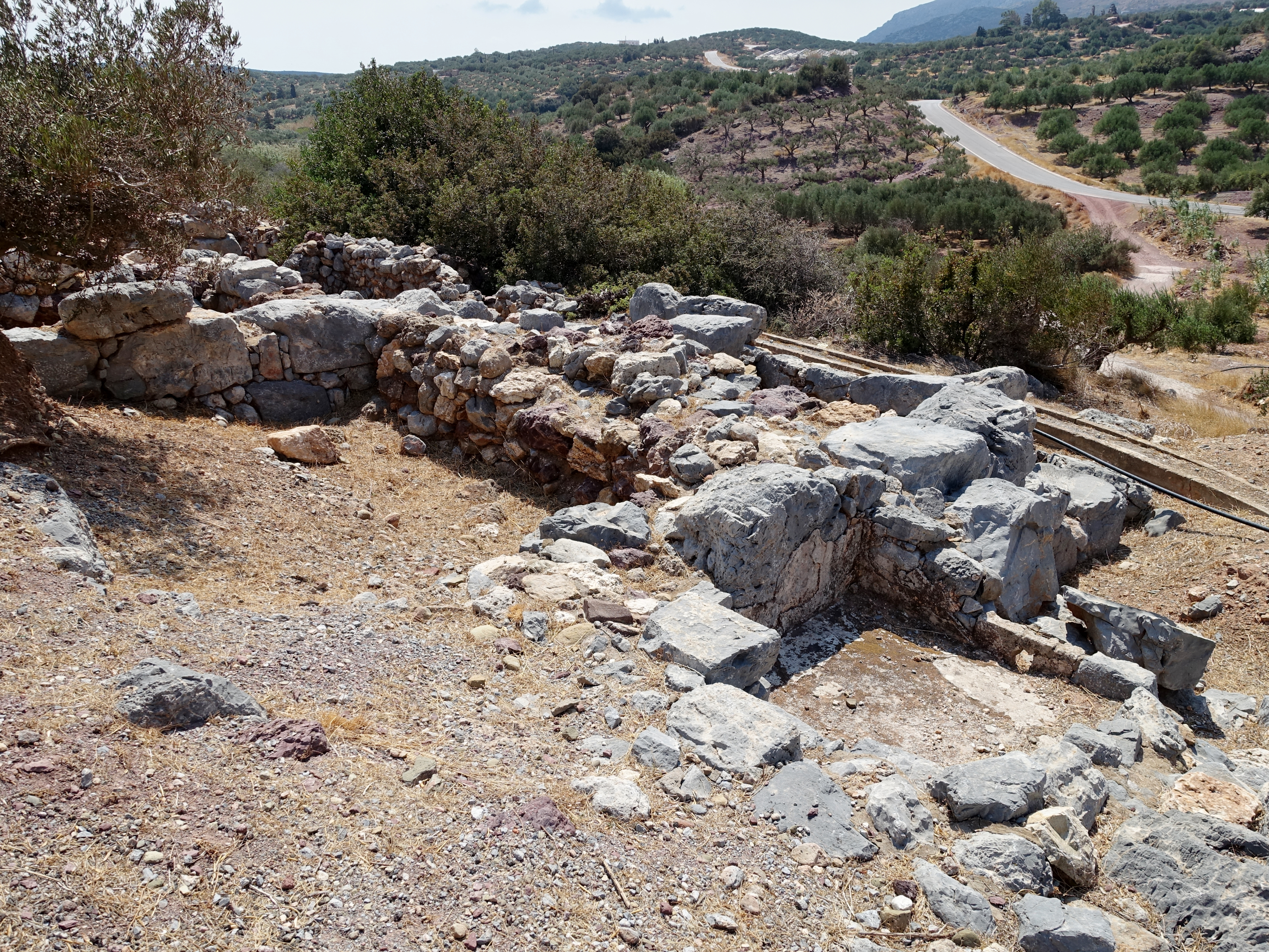
Raum der Weinpresse
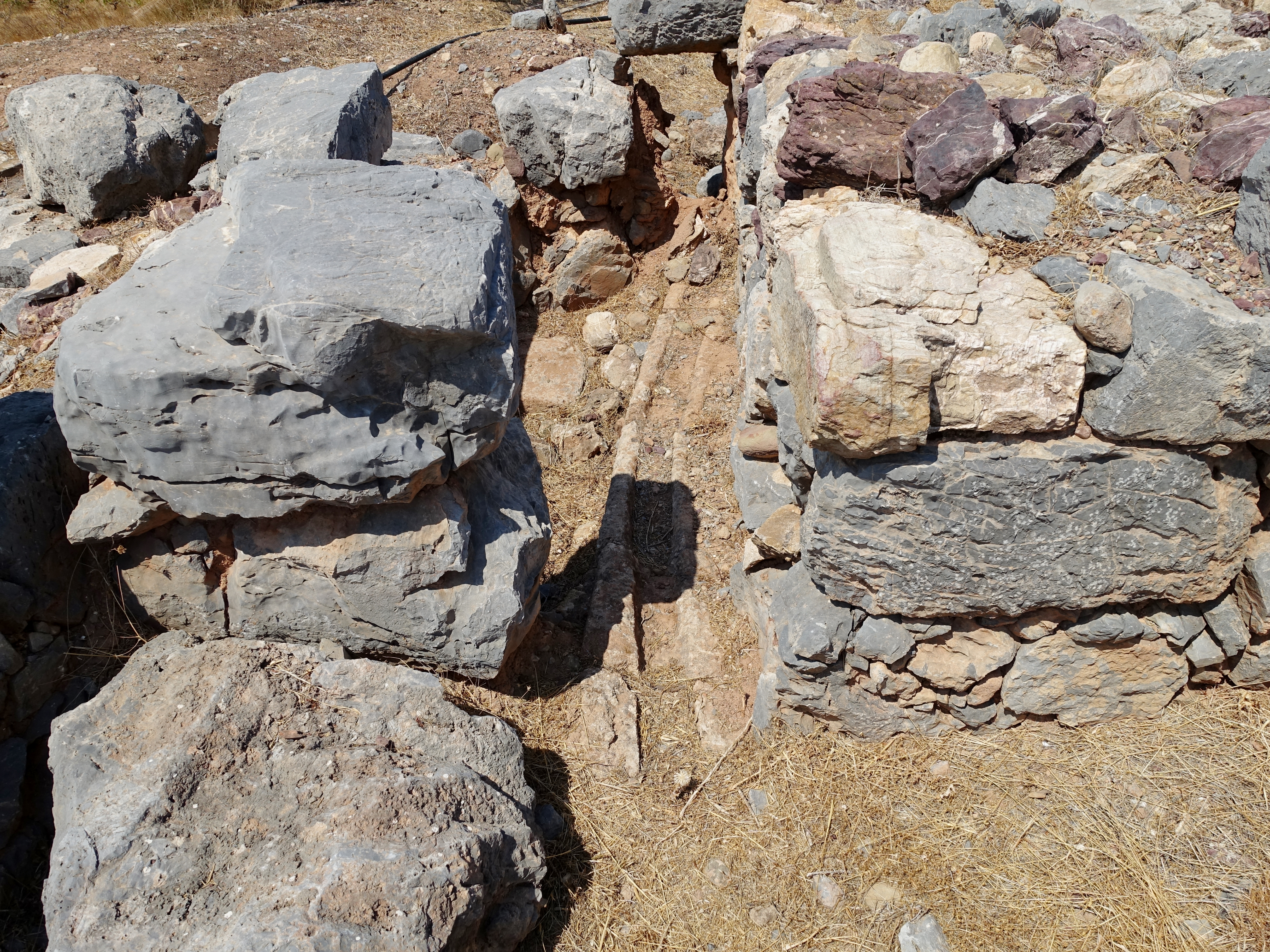
Kanalführung
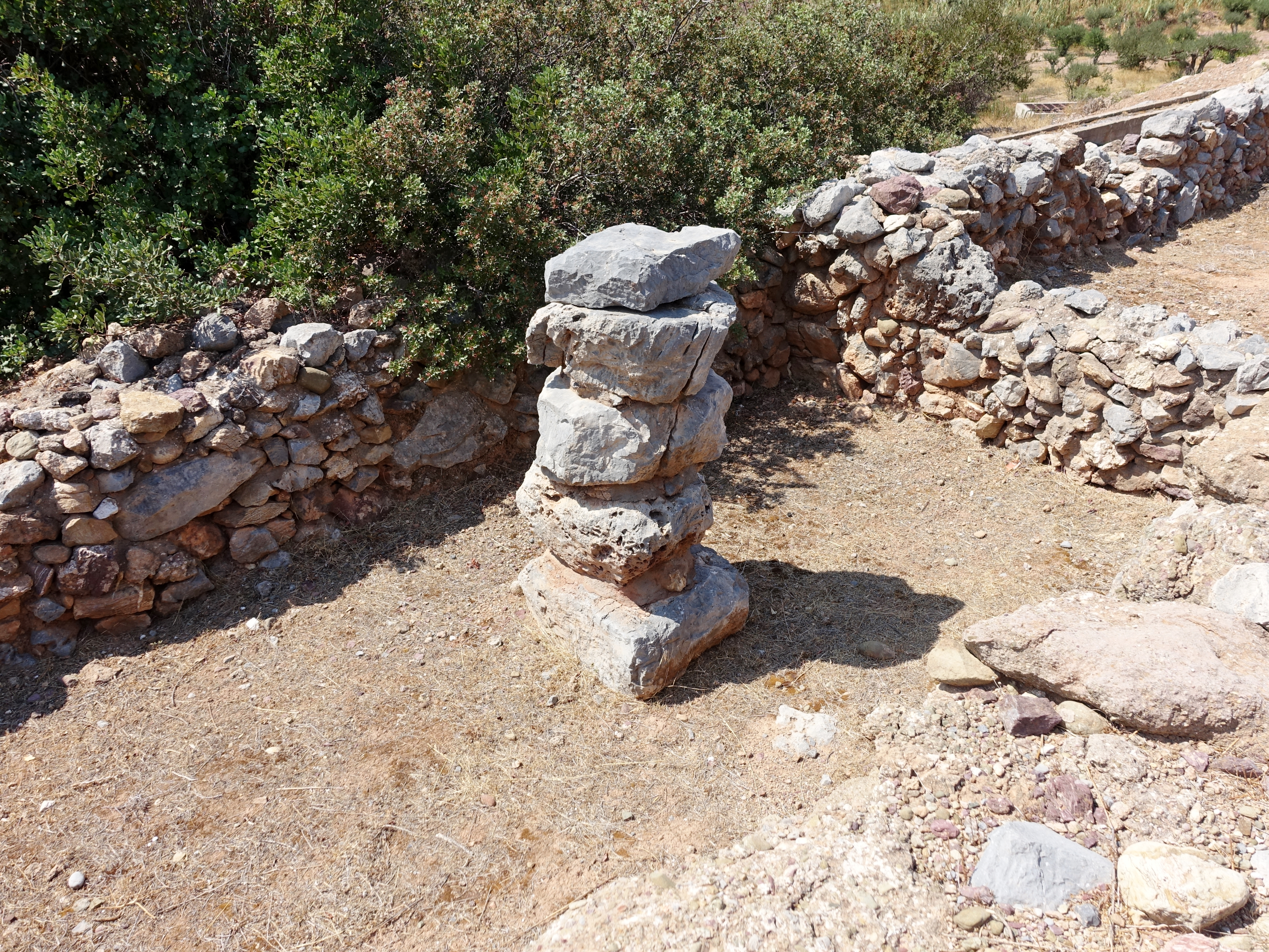
Raum mit Mittelsäule